# 12e régiment d’infanterie
Das 12e régiment d’infanterie war ein Infanterieregiment, aufgestellt 1776 als Régiment d’Auxerrois im Königreich Frankreich und im Dienst während des Ancien Régime (danach mit einigen Unterbrechungen) bis zur Auflösung 1993.
Bis zur Vereinheitlichung durch die in der Revolution geschaffene Nummerierung trug es den Namen der Grafschaft von Auxerre.

## Aufstellung und signifikante Änderungen
- 25. März 1776: Aufstellung des Régiment d’Auxerrois aus dem 2. und 4. Bataillon des Régiment de La Marine
- 1. Januar 1791: Umbenennung in 12e régiment d’infanterie de ligne
- 1793: Erste Heeresreform. Das Regiment wurde am 21. Dezember 1793 mit seinen beiden Bataillonen als 1er bataillon (ci-devant Auxerrois) zur 23e demi-brigade de bataille und als 2e bataillon (ci-devant Auxerrois) am 25. Dezember 1793 zur 24e demi-brigade de bataille abgestellt. Damit endeten zunächst der Regimentsverband und auch die Traditionslinie.

- 1803: Umbenennung der 12e demi-brigade d’infanterie[A 1] zum 12e régiment d’infanterie de ligne
- 1815: mit der gesamten Napoleonischen Armee bei der Zweiten Restauration aufgelöst
- 1816: Wiederaufstellung als Légion des Côtes-du-Nord
- 1820: Umbenennung in 12e régiment d’infanterie de ligne
- 1854: Umbenennung in 12e régiment d’infanterie
- 1914: Bei der Mobilmachung wurde das etatmäßige Reserveregiment, das 212e régiment d’infanterie, aufgestellt.
- 1918 bis 1939: Nach Kriegsende wurde das Regiment zu einem nicht bekannten Zeitpunkt aufgelöst.
- 22. August 1939: Wiederaufstellung als 12e R.I.F. (Régiment d’infanterie de forteresse – Festungsinfanterieregiment)

## Mestres de camp/Colonels/Chefs de brigade
Mestre de camp war von 1569 bis 1661 und von 1730 bis 1780 die Rangbezeichnung für den Regimentsinhaber und/oder für den mit der Führung des Regiments beauftragten Offizier. Die Bezeichnung „Colonel“ wurde von 1721 bis 1730, von 1791 bis 1793 und ab 1803, „Chef de brigade“ von 1793 bis 1803 geführt.
Nach 1791 gab es keine Regimentsinhaber mehr.
Sollte es sich bei dem Mestre de camp/Colonel um eine Person des Hochadels handeln, die an der Führung des Regiments kein Interesse hatte, so wurde das Kommando dem „Mestre de camp lieutenant“ (oder „Mestre de camp en second“) respektive dem Colonel-lieutenant oder Colonel en second überlassen.
- 18. April 1776: Claude-Charles, vicomte de Damas-Marillac
- 27. Januar 1782: Alexis-Paul-Michel Leveneur, vicomte de Tillières
- 24. April 1782: Charles-François-Joseph, comte de Fléchin de Vamin
- 25. Juli 1791: François-Félix de Galaup
- 5. Februar 1792: François-Guillaume de Bragouze de Saint-Sauveur
- 23. März 1792: Charles-Henri Le Bœuf de La Noue des Brunières

[…]
- 1803: Colonel François Vergez
- 1806: Colonel Joseph Antoine Charles de Muller
- 1809: Colonel Jean Martin Thoulouse
- 1812: Colonel Ignace Baudinot (Henri-Aloyse-Ignace Baudinot)

[…]
- 1878 bis 1880: Colonel Auguste Pierre Bezard

[…]
Im Dienst des Regiments zwischen 1804 und 1815 gefallene oder verwundete Offiziere:
- gefallen: 51
- an ihren Verwundungen verstorben: 25
- verwundet: 201

## Ausstattung

### Königliche Fahnen

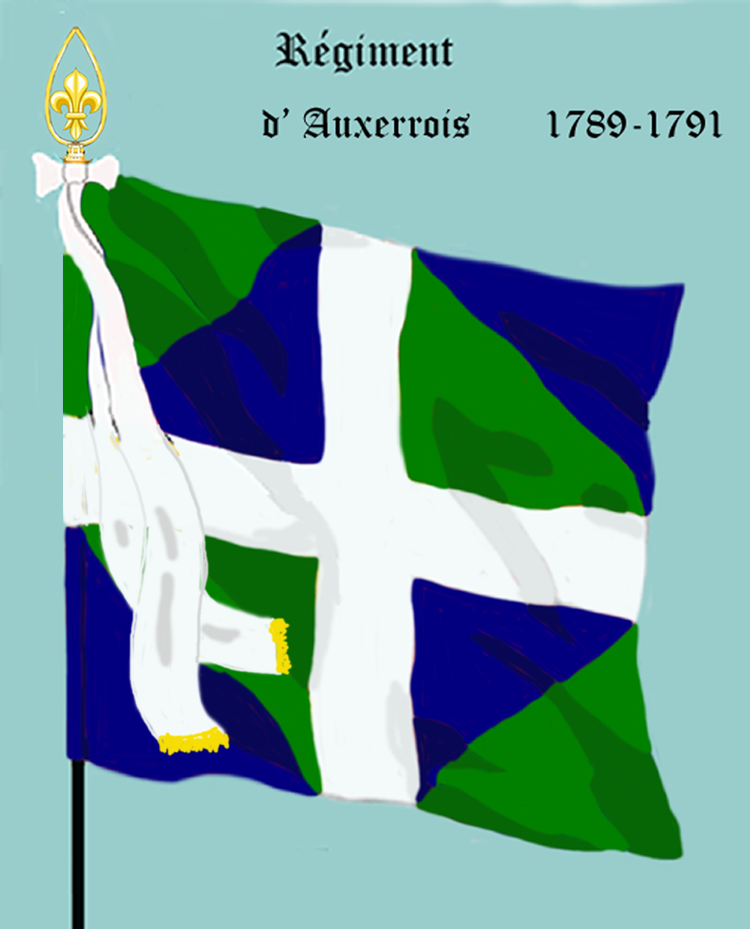
Régiment d’Auxerrois 1776 bis 1791
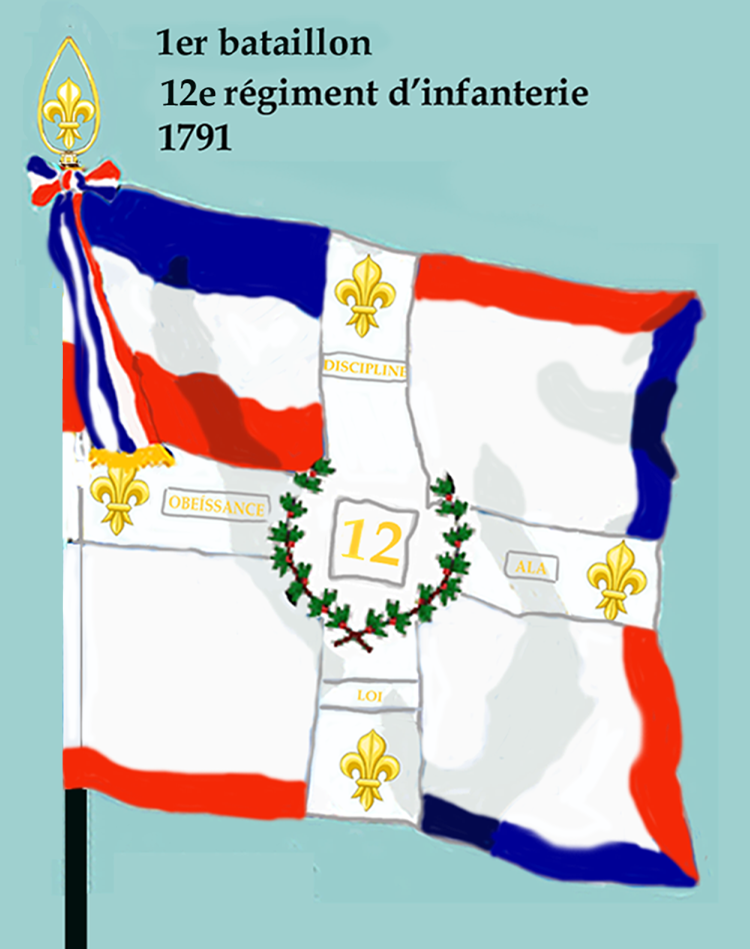
12e régiment d’infanterie (1. Bataillon) 1791 bis 1793
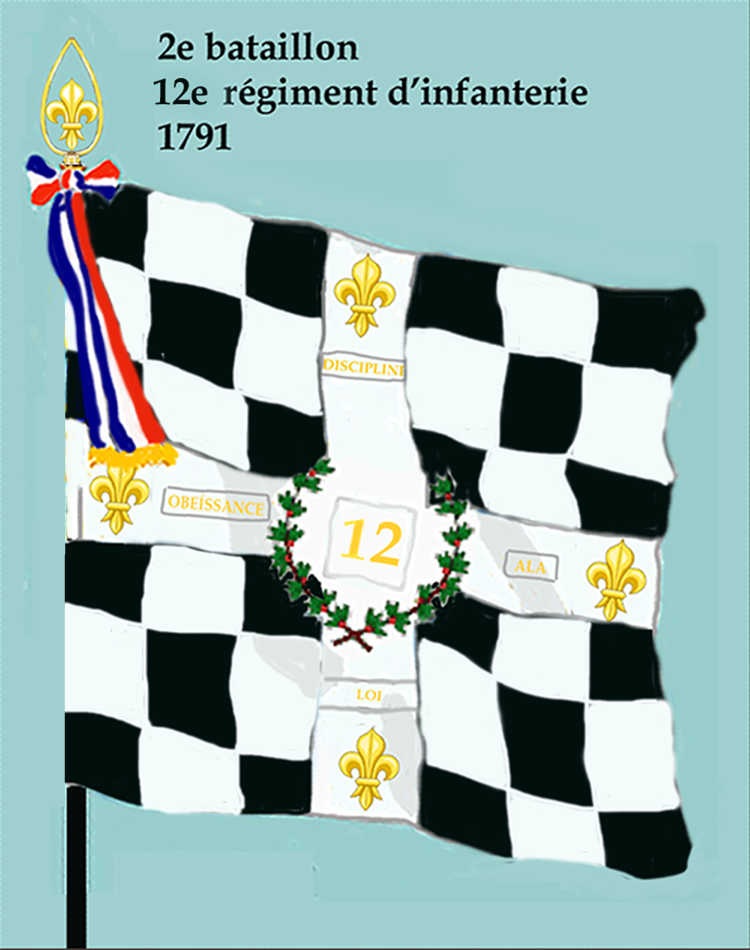
12e régiment d’infanterie (2. Bataillon) 1791 bis 1793

### Uniformierung bis 1793

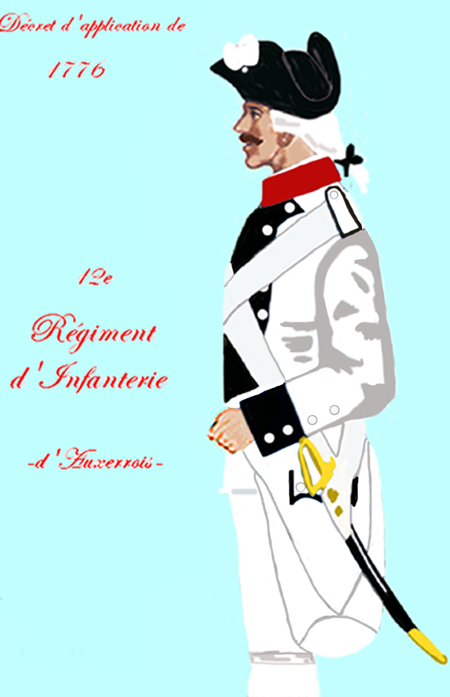
Régiment d’Auxerrois 1776 bis 1779
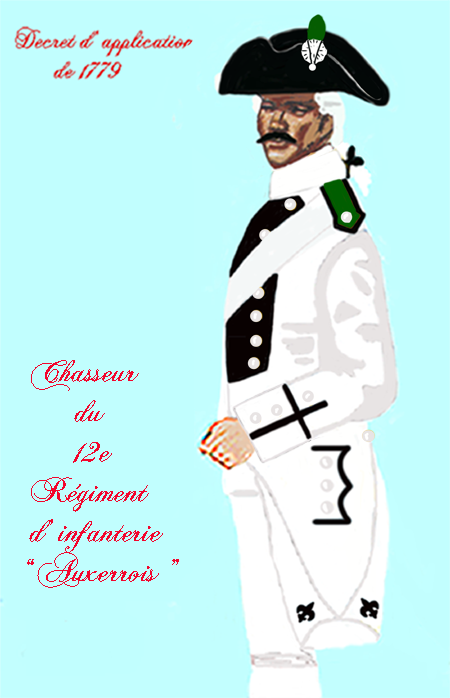
Régiment d’Auxerrois 1779 bis 1791
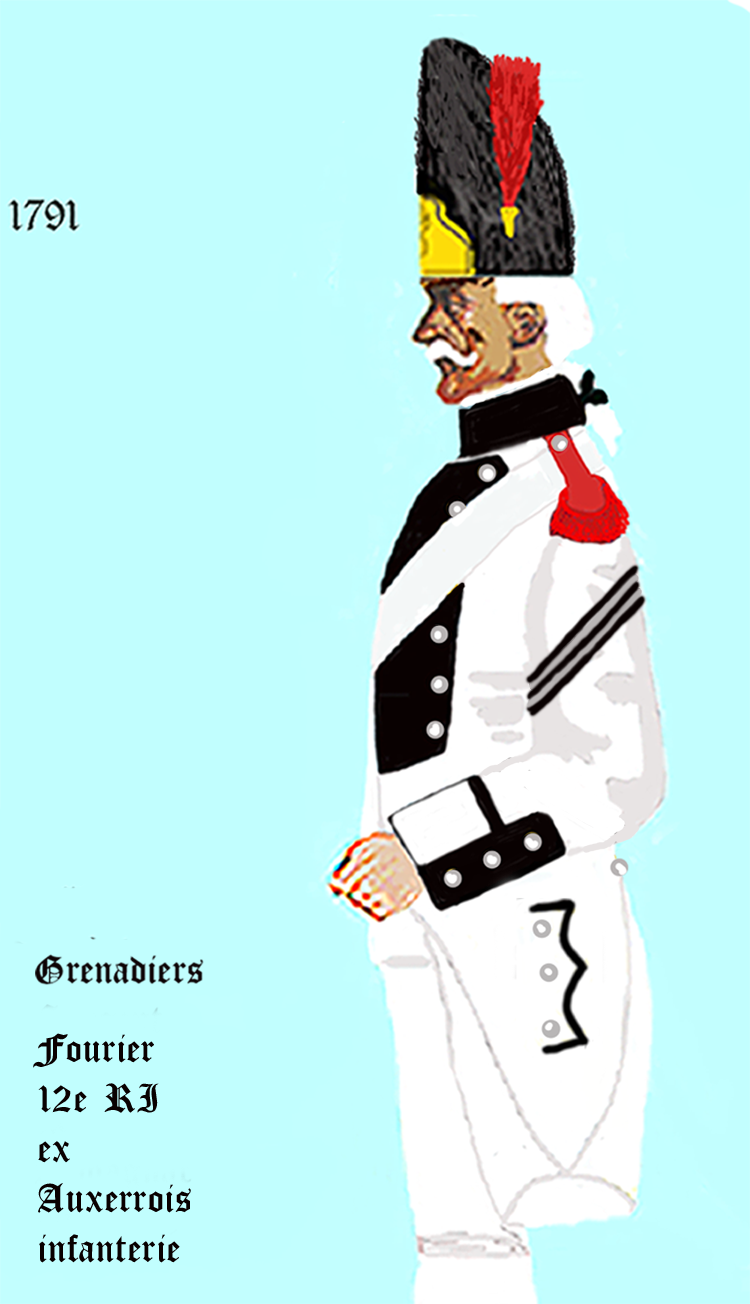
Grenadier fourier des 12e régiment d’infanterie de ligne 1791 bis 1793

## Einsatzgeschichte

### Amerikanischer Unabhängigkeitskrieg
Das Regiment wurde im Zuge des Krieges eingesetzt und konnte mit 1800 Mann, zusätzlich mit einigen hundert Grenadieren und Jägern des Régiment de Viennois und des Régiment de La Martinique, unter dem Kommando des Marquis de Bouillé ab dem 6. September 1778 die Insel Dominica erobern.
1780: Am 12. April wurden einige Kompanien in Fort Royal auf die Schiffe des Comte de Guichen verladen und gerieten dadurch in die Seeschlacht vor Martinique mit den Streitkräften des britischen Admirals Rodney. Dabei wurde das 74-Kanonen-Linienschiff Glorieux, auf dem sich einige Kompanien von Auxerrois befanden, entmastet und gekapert. Der Flaggenmast wurde ebenfalls abgeschossen und versank mit der weißen königlichen Fahne im Meer. Daraufhin eilte der Sergent Chossat auf die Steuerbank des Schiffes, hängte ein Stück weißes Tuch an das Ende seines Säbels und hielt diese neue Flagge während der ganzen Zeit hoch, in der die Glorieux durch zwei britische Schiffe in die Zange genommen und schließlich geentert wurde. Chossat geriet, am Bein verwundet, in Gefangenschaft und wurde für seine Tat zum Sous-lieutenant befördert. Noch im gleichen Jahr war ein Bataillon unter dem Kommando von Lieutenant-colonel de Blanchelande an der Verteidigung der Insel St. Vincent beteiligt. Am 16. und 17. Dezember konnte es 4000 Briten, die unter dem Befehl von General Vaughan gelandet waren, auf ihre Schiffe zurückwerfen.
1781: Danach wurde die Truppe von Blanchelande am 8. Mai eingeschifft und griff am 10. Mai St. Lucia an. Am 24. Mai ging die Truppe in Tobago an Land, besetzte Scarborough und belagerte das Fort King George. Am 30. Mai traf der Rest des Regiments mit dem Colonel und dem M. de Bouillé hier ein. Der Fortkommandant, der britische Major Ferguson, kapitulierte am 2. Juni. Die Franzosen nahmen 400 Mann des 86. Infanterieregiments, 500 Schotten und eine große Anzahl bewaffneter Schwarzer gefangen. Dazu wurde die Artillerie des Forts erbeutet. Am 15. November landete eine 300 Mann starke Abteilung unter dem Kommando von M. de Bouillé, die sich noch auf Martinique befunden hatte, auf der holländischen Insel Sint Eustatius, die bereits von den Briten besetzt worden war. Das kleine Korps, bestehend aus dem anderen Bataillon d’Auxerrois, je einem Bataillon des Régiment de Royal-Comtois, des Régiment de Dillon und des Régiment de Walsh sowie 300 Grenadieren und Jägern aus verschiedenen Einheiten, landete am nächsten Morgen auf der Insel. Bedingt durch das schlechte Wetter, geriet die Anlandung zur Katastrophe. Mehrere der Schiffe wurden gegen die Felsen geworfen, und bei Tagesanbruch waren erst 400 Mann angelandet worden. Es folgte ein sechsstündiger Marsch zum britischen Fort, wo die Garnison völlig überrascht wurde, da man die Iren mit ihren roten Uniformen zunächst für Engländer gehalten hatte. Gouverneur Cockburn musste schließlich kapitulieren. Diese abenteuerliche Aktion kostete die Franzosen nicht mehr als zehn Mann, während sich 530 Mann der englischen Garnison (13. und 15. Infanterieregiment) zum Eintritt in die Regimenter Dillon und Walsh bereit erklärten, die dadurch, nach den erheblichen Verlusten der letzten Zeit, wieder aufgefüllt werden konnten. Dazu wurden 68 Kanonen erbeutet. Zurück nach Martinique, konnte der Colonel de Damas noch die Inseln St. Martin und Saba zur Kapitulation zwingen, was ihm die Beförderung zum Maréchal de camp einbrachte.
1782: Am 5. Januar verließ ein Teil des Regiments Martinique und erreichte am 11. Januar die Reede von Basseterre auf der Insel Saint-Christophe. Unter dem Kommando des Comte de Fléchin, Colonel en second des Régiment de Touraine, erfolgte am 28. Januar der Einsatz bei der Belagerung von Brimstone Hill Fortress. Am 22. Januar besetzte der Comte de Fléchin mit 500 Mann des Regiments d’Auxerrois Montserrat. Im gleichen Jahr begleiteten 125 ausgewählte Soldaten des Regiments den M. de la Peyrouse auf seiner Expedition gegen die britischen Ansiedlungen in der Hudson Bay. Nachdem sich das Regiment so einen ruhmvollen Ruf geschaffen hatte, der dem seines Stammregiments La Marine in nichts nachstand, wurde es nach Frankreich zurück transportiert.

### Zurück in Frankreich
1783: Am 21. Juli in Lorient angekommen, wurde es nach Verdun kommandiert. Im Oktober 1785 erfolgte die Verlegung nach Montmédy und im Oktober 1786 nach Mezières, wo es bis 1789 verblieb. Im Mai 1790 wurde es nach Metz und 1791 nach Condé-sur-l’Escaut kommandiert. Hier beschloss eine Anzahl der Offiziere, den Dienst zu verlassen, da sie mit den politischen Verhältnissen nicht einverstanden waren. Zu Beginn des Jahres stand der spätere Maréchal d’Empire Jean-Baptiste Jourdan als einfacher Soldat im Regiment, in das er 1778 eingetreten war.
1790: Teile des Regiments waren bei der Niederschlagung der Meuterei in Nancy eingesetzt.

### Koalitionskriege
Bei Kriegsbeginn im April 1792 wurde das 1. Bataillon der Armée du Nord zugeteilt, das 2. Bataillon wurde nach Dünkirchen in Garnison gelegt. Das 1. Bataillon zeichnete sich am 6. November beim fehlgeschlagenen Angriff auf Menen aus. Der Colonel de Brunières griff an der Spitze des Bataillons und des 1. Bataillons von La Gironde mit großem Elan den verschanzten Stützpunkt d’Hallième an und eroberte ihn nur mit den Bajonetten, ohne einen einzigen Schuss abzugeben. Danach war das Bataillon bei der Eroberung von Antwerpen eingesetzt und verblieb danach einige Monate in der Stadt. Es erfolgte der Einsatz in einem Gefecht bei Aachen und bei der Verteidigung von Tongern. Danach kämpfte das Bataillon in Flandern im Gefecht bei La Madeleine am 30. April 1792, im Gefecht bei Raismes am 8. Mai, in dem der General Auguste Marie Henri Picot de Dampierre in der Front getötet wurde, beim Angriff auf Tourcoing am 10. Juli, auf Warwick am 22. Juli, im Gefecht bei Linselles am 18. August, bei der Einnahme von Tourcoing am 27. August und bei der Verteidigung dieser Stadt am 20. Oktober. Danach wurde das Bataillon der Sambre-Maas-Armee zugeteilt und im Zuge der Premier amalgame (Erste Heeresreform) am 21. Dezember 1793 zur Bildung der 23e demi-brigade de bataille herangezogen.
Seit 1804 wieder als 12e régiment d’infanterie eingesetzt:
- 1805: in der Schlacht bei Austerlitz
- 1806: in der Schlacht bei Auerstedt, dann in Czarnowo und Teilnahme an der Schlacht bei Pułtusk
- 1807: in der Schlacht bei Eylau und der Schlacht bei Friedland
- 1809: in Thann, in der Schlacht bei Abensberg, der Schlacht bei Eggmühl, der Schlacht bei Regensburg, dann im Gefecht bei Eugerau (bei Preßburg),[2] in der Schlacht bei Wagram

Russlandfeldzug 1812
- 1812: Plünderung von Vilnius, Übergang über die Drissa, Einnahme von Vitebsk, Smolensk, Schlacht bei Walutino und Schlacht bei Borodino

Feldzug in Deutschland
- 1813: Garnison in Hamburg und Teilnahme an der Schlacht bei Dresden

Feldzug in Frankreich
- 1814: Antwerpen, Schlacht bei Arcis-sur-Aube und Gefecht bei Saint-Dizier

Herrschaft der Hundert Tage
- 1815: Schlacht bei Waterloo

Zwischen 1803 und 1815 wurden insgesamt 17.302 Wehrpflichtige in das Regiment einberufen. Die meisten kamen aus dem Burgund, hauptsächlich aus den Départements Côte-d’Or, Yonne, Saône-et-Loire und Nièvre. Die durchschnittliche Körpergröße der Einberufenen belief sich im Jahre 1803 auf 163,75 Zentimeter.

### Zweites Königreich 1815 bis 1848
- 1830: Mit Anordnung vom 18. September wurde ein 4. Bataillon aufgestellt, was den Personalbestand des Regiments auf 3000 Mann erhöhte.[3]

### Second Empire
- Per Dekret vom 2. Mai 1859 musste das „12e régiment d’infanterie“ eine Kompanie zur Aufstellung des 101e régiment d’infanterie abgeben.

Deutsch-Französischer Krieg
Am 16. August 1870 wurde das 4. Bataillon aus den neu angekommenen überzähligen Soldaten aktiviert und als „6e régiment de marche“ (6. Marschregiment) aus dem Depot in Bewegung gesetzt. Es gehörte zur 1. Brigade der 1. Division im 13. Armeekorps.
Eine Kompanie des 12e RI, die dem „36e régiment de marche“ zugeteilt war, kämpfte im Gefecht bei
Torçay (Département Eure-et-Loir).
Am 24. November 1870 standen die 8. Kompanien des 2. und 3. Bataillons des Regiments als „29e régiment de marche“ im Kampf bei Chilleurs, Ladon (Loiret), Boiscommun, Neuville-aux-Bois und Maizières im Département Loiret.
Am 6. Januar 1871 war die Marschkompanie des Regiments im „36e régiment de marche“ am Scharmützel bei Gué-du-Loir beteiligt.
In den 1880er Jahren lag das Regiment in Lodève in Garnison.
Während der Winzerrebellion im Languedoc im Jahre 1907 wurden die in der dortigen Region stationierten Regimenter gegen andere ausgetauscht. Das 12e RI bezog Garnison in der Caserne Reffye in Tarbes.

### Erster Weltkrieg
Bei Kriegsbeginn lag das Regiment in Tarbes in Garnison. Es war von August 1914 bis Juni 1915 der 36. Infanteriedivision und von Juni 1915 bis November 1918 der 123. Infanteriedivision unterstellt.
- 1914

24. August: Teilnahme an der Schlacht an der Sambre (1914), Abwehrkämpfe bei Gozée und Biesme-Sous-Thuin
29. August: Schlacht bei St. Quentin
5. bis 12. September: Schlacht an der Marne
- Wettlauf zum Meer
- Schlacht an der Aisne: Stellungskämpfe an der Ferme d’Hurtebise und bei Craonnelle (1914–1915)

- 1915

Erste Flandernschlacht
1916
Schlacht um Verdun: Kämpfe auf der Cote 304, ab November an der Cote du poivre
- 1917

Schlacht um Verdun: Angriffskämpfe an der Cote 326, Cote 344 und ab 20. August nordwestlich von Beaumont-en-Verdunois
September bis Dezember: Stellungskämpfe in Lothringen
- 1918

Januar bis Juni: Stellungskämpfe in Lothringen
Juli bis August: Schlacht bei Amiens
Schlacht bei St. Quentin, Verfolgungskämpfe bis zum Canal de la Sambre à l’Oise

### Zweiter Weltkrieg
Nach Kriegsende 1918 aufgelöst, wurde das Regiment im Zuge der Mobilmachung am 22. August 1939 als Festungsinfanterieregiment für die Maginot-Linie durch das „Centre Mobilisateur d’infanterie“ (CMI 71) réserve A RIF type in Mulhouse aufgestellt und zur Verteidigung des Verteidigungsabschnitts Altkirch eingeteilt.

## Fehlende Angaben
Es gibt keine Angaben über die Zeit vom August 1939 bis zum Waffenstillstand von Compiègne im Juni 1940.
Für die Zeit danach sind ebenfalls keinerlei Angaben vorhanden. Laut der Inschrift auf der Regimentsfahne muss das Regiment aber zwischen 1952 und 1962 im Algerienkrieg eingesetzt gewesen sein.

## Regimentsfahnen seit Napoleonischer Zeit
Auf der Rückseite der Regimentsfahne sind (seit Napoleonischer Zeit) in goldenen Lettern die Feldzüge und Schlachten aufgeführt, an denen das Regiment ruhmvoll teilgenommen hat.
In seiner Geschichte führte das Regiment nacheinander an die 16 verschiedene Fahnen.

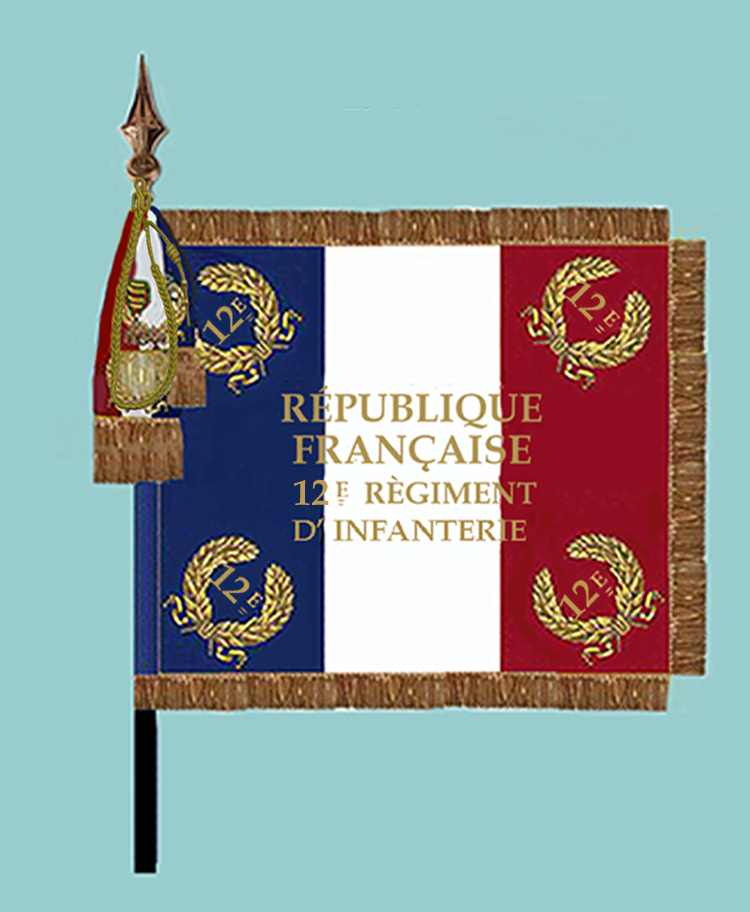
Zuletzt geführte Fahne (Vorderseite)
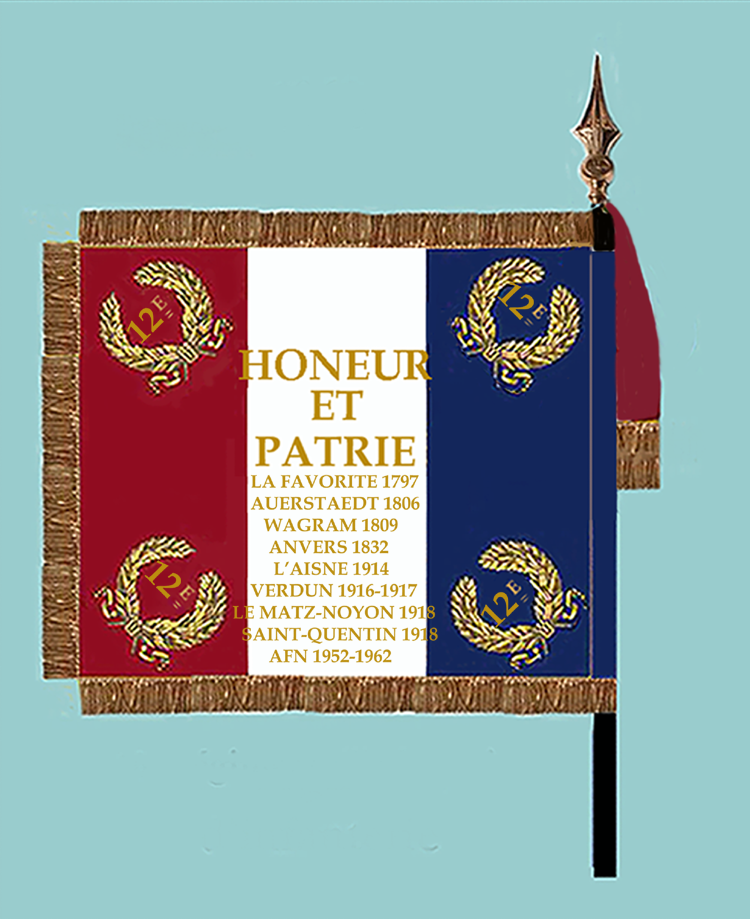
Zuletzt geführte Fahne (Rückseite)

## Auszeichnungen
Das Fahnenband des Regiments ist mit dem Croix de guerre 1914–1918 mit vier Palmenzweigen und einem vergoldeten Stern dekoriert. Wegen der viermaligen lobenden Erwähnung im Armeebericht wird die Fourragère der Médaille militaire an der Fahne geführt. Ebenso haben die Angehörigen des Regiments das Recht, diese Auszeichnung zu tragen (verliehen am 3. Januar 1919). Dazu kommt eine lobende Erwähnung im Korpsbericht.

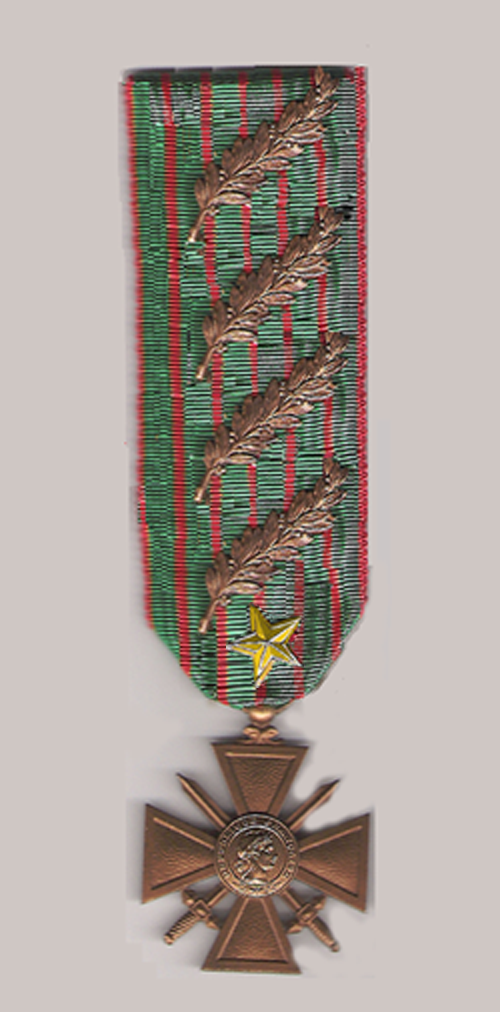
Croix de guerre mit vier Palmenzweigen und einem vergoldeten Stern
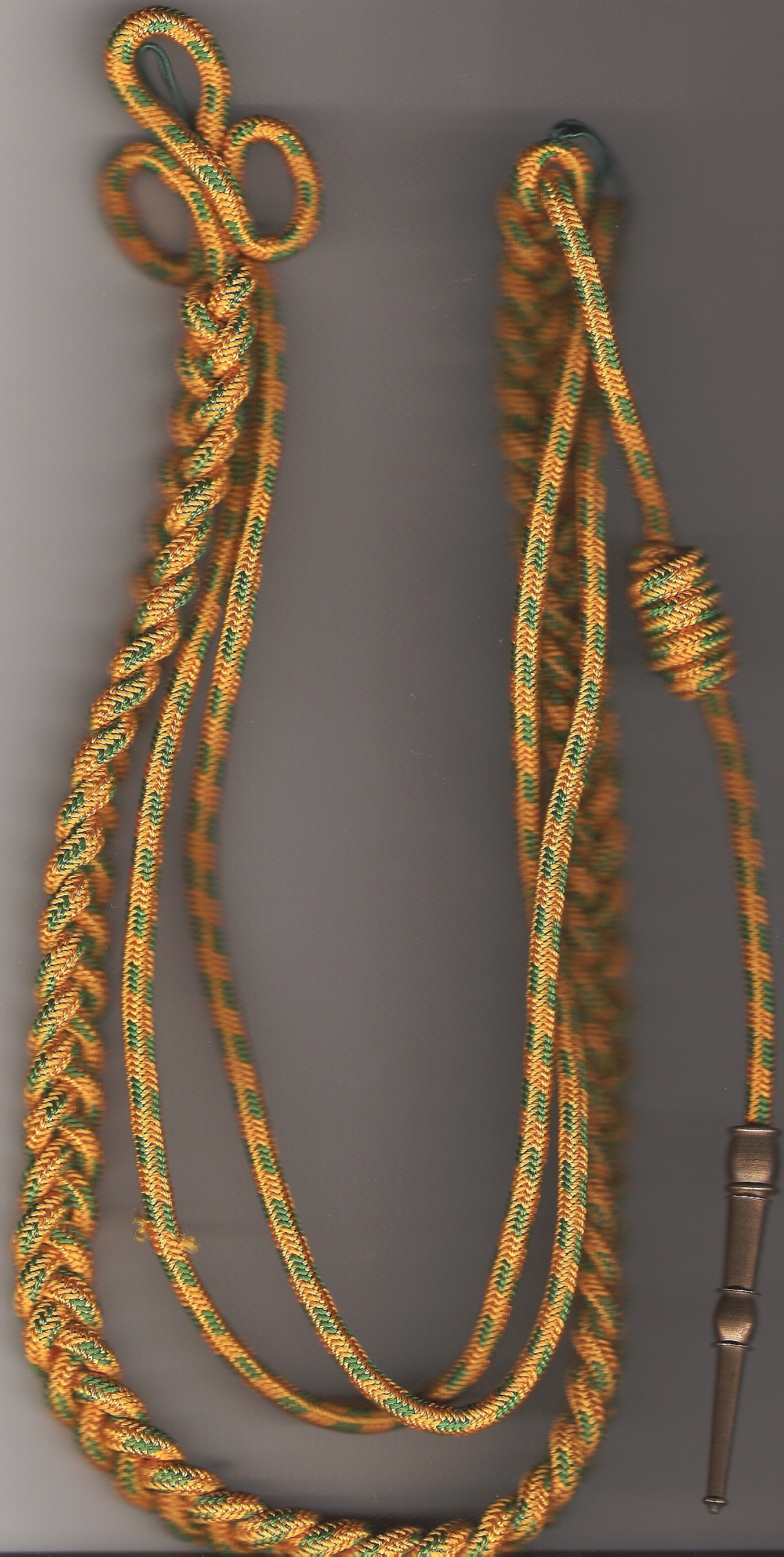
Fourragère in den Farben der Médaille militaire

### Lobende Erwähnungen der Armee
- durch das Generalkommando der II. Armee mit Nr. 900 vom 20. September 1917 (Général d’armée Adolphe Guillaumat)
- durch das Generalkommando der III. Armee mit Nr. 488 vom 14. August 1918 (Général d’armée Georges Louis Humbert)
- durch das Generalkommando der III. Armee mit Nr. 615 vom 8. Dezember 1918 (Général d’armée Georges Louis Humbert)
- durch das Generalkommando der I. Armee mit Nr. 201 vom 18. Januar 1919 (Général d’armée Marie-Eugène Debeney)

### Lobende Erwähnung durch das Armeekorps
- durch das Generalkommando des 18. Armeekorps mit Nr. 24 vom 30. September 1914 (Général de division Louis Ernest de Maud’huy)